# Ricardo Rangel
Ricardo Achiles Rangel (Lourenço Marques, 15 de febrer de 1924 — Maputo, 11 de juny de 2009), fou un fotoperiodista i fotògraf moçambiquès.

## Biografia

### Primers anys
Rangel va néixer a la ciutat de Lourenço Marques, ara coneguda com a Maputo, capital de Moçambic, en febrer de 1924. El seu pare era un empresari grec i FRfangel era d'ascendència europea, africana i xinesa. Rangel was raised by his African grandmother in the impoverished suburbs surrounding Lourenço Marques, while he visited his parents in the outlying provinces. Fou criat per la seva àvia als suburbis de Lourenço Marques

### Carrera
La carrera fotogràfica de Rangel es va iniciar durant la dècada de 1940 mitjançant el desenvolupament d'imatges en un estudi privat. Aviat s'interessà per la fotografia i va ser contractat com a primer empleat no blanc per unir-se al diari de Moçambic Noticias de Tarde rn 1952, on hi va treballar com a fotògraf. Rangel es va traslladar a la publicació germana de Noticias de Tarde', Notícias, el 1956.
Després es va convertir en el fotògraf en cap del diari de Lourenço Marques A Tribuna, de 1960 a 1964. Rangel es va traslladar a la ciutat de Beira durant la meitat de la dècada de 1960. Va treballar com a fotògraf als diaris de Beira Diário de Moçambique, Voz Africana i Notícias da Beira. Va tornar a la ciutat de Lourenço Marques, durant la dècada de 1960 i va tornar a Notícias.
Rangel es va unir a quatre periodistes de Moçambic el 1970 per fundar una revista setmanal anomenada Tempo, que en efecte va actuar com l'única publicació en oposició al domini portuguès. A més, Tempo era la primera publicació de Moçambic totalment en color. Rangel va treballar com el principal fotoperiodista de Tempo, sovint documentant la pobresa o les polítiques portugueses considerades injustes per la publicació.
Moltes de les fotografies de l'època colonial de Rangel van ser prohibides o destruïdes pels censors del govern portuguès, i no van poder ser publicades o exhibides fins a la independència de Moçambic el 1975. Es va convertir en blanc freqüent de la policia secreta portuguesa, la PIDE.
Moçambic va obtenir la seva independència de Portugal el 1975. Rangel va prendre un paper actiu en la formació de nous fotògrafs de Moçambic durant tot el període posterior a la independència i la Guerra Civil de Moçambic. Va ser nomenat el cap de fotografia de Notícias el 1977, després que la majoria dels reporters gràfics havien abandonat el país després de la independència de Moçambic.
Rangel es va convertir en el primer director de la publicació setmanal de Moçambic Domingo el 1981. Va fundar el Centro de Formação Arxivat 2012-03-31 a Wayback Machine., escola de fotografia, a Maputo el 1983 i va ser el director del centre fins a la seva mort en 2009. Rangel va començar a mostrar el seu treball a galeries d'art i museus d'Europa i Àfrica a partir de 1983.
Rangel també va fundar l'Associação Fotográfica Moçambicana, de la que en fou el primer president. Més tard se li va concedir el títol de President vitalici pels membres de l'associació. A més, de 1998 a 2003 fou escollit regidor de l'Assemblea Municipal de Maputo per la coalició Juntos Pela Cidade.
En 2008 Rangel va rebre un doctorat honorari en ciències socials per la seva "contribució a la cultura moçambiquesa" per la Universitat Eduardo Mondlane, la més gran i més antiga de Moçambic.

### Mort
Rangel va morir mentre dormia a casa seva a Maputo, Moçambic, l'11 de juny de 2009, a l'edat de 85. Li va sobreviure la seva esposa suïssa, Beatrice. El funeral de Rangel, celebrat a l'edifici del Consell Municipal de Maputo el 15 de juny de 2009, va comptar amb la presència de diversos dignataris, incloent la primera ministra Luísa Dias Diogo. Es va tocar música de jazz segons els seus desitjos, ja que era un fan del jazz. Fou enterrat al cementiri de Lhanguene a Maputo.
La primera ministra Luísa Dias Diogo va lloar la vida i la carrera de Rangel en el seu funeral, assenyalant que Rangel havia deixat "una marca indeleble en la història de Moçambic." Ella també va lloar la feina de Rangel durant l'era colonial, que va utilitzar "per denunciar la dictadura colonial", i ha assenyalat que moltes de les fotografies de Rangel havien estat prohibides fins a la independència de Moçambic.
Joao Costa, cap de l'Associação Fotográfica Moçambicana (AMF), va parlar de Rangel dient: "l'home ha mort, però la seva obra perdura".

## Pel·lícula
La pel·lícula Ricardo Rangel - Ferro em Brasa, del realitzador Licínio Azevedo, és un llargmetratge projectat a l'Instituto Camões, a Luanda, en el ciclc de Cinema de la CPLP celebrat a la capital angolesa del dia 10 al dia 16 de setembre de 2009.
Organitzat per les ambaixades dels països de la CPLP acreditats a Angola, el cicle comprèn l'exhibició de cinc pel·lícules de Portugal, Brasil, Cap Verd, Moçambic i Angola, segons font de l'ambaixada de Moçambic a Luanda, contactada per l'AIM, a Lisboa.
La pel·lícula, amb una duració de 52 minuts, és un documental dels 80 anys de Ricardo Rangel, 60 anys dels quals foren dedicats a la fotografia, dirigit per Licinio Azevedo i co-produït per Camilo de Sousa i Ebano Multimédia. Fou rodat i acabat alguns mesos abans de la mort de Rangel, l'11 de juny de 2009